# Batalla de Fjaler
La batalla de Fjaler fue un conflicto armado entre dos caudillos aliados de Harald I de Noruega. Tras la segunda batalla de Solskjell y conquista de Møre y Fjordane por Harald I de Noruega, el gobierno de los nuevos territorios fue asignado a los jarls Rognvald Eysteinsson y Håkon Grjotgardsson respectivamente. Håkon informó al jarl Atli el Delgado que por orden real debía cederle sus posesiones de Sogn y Atli pronto entraría en conflicto por las tierras. Ambos lucharon en la bahía de Stafaness, en la cual Hákon murió. Atli fue seriamente herido y llevado a una isla cercana, donde también murió.